# Sedletín
Sedletín (německy Sedletin) je obec v okrese Havlíčkův Brod v Kraji Vysočina. Žije zde 298 obyvatel.

## Části obce
- Sedletín
- Veselá

## Historie
První písemná zmínka o obci pochází z roku 1400.
| Rok            | 1869 | 1880 | 1890 | 1900 | 1910 | 1921 | 1930 | 1950 | 1961 | 1970 | 1980 | 1991 | 2001 | 2006 | 2014 |
| Počet obyvatel | 542  | 574  | 524  | 493  | 528  | 492  | 457  | 336  | 337  | 296  | 295  | 295  | 299  | 289  | 284  |

## Pamětihodnosti
- Přírodní rezervace Havranka
- Kámen – napodobenina keltského menhiru z roku 2002

## Galerie

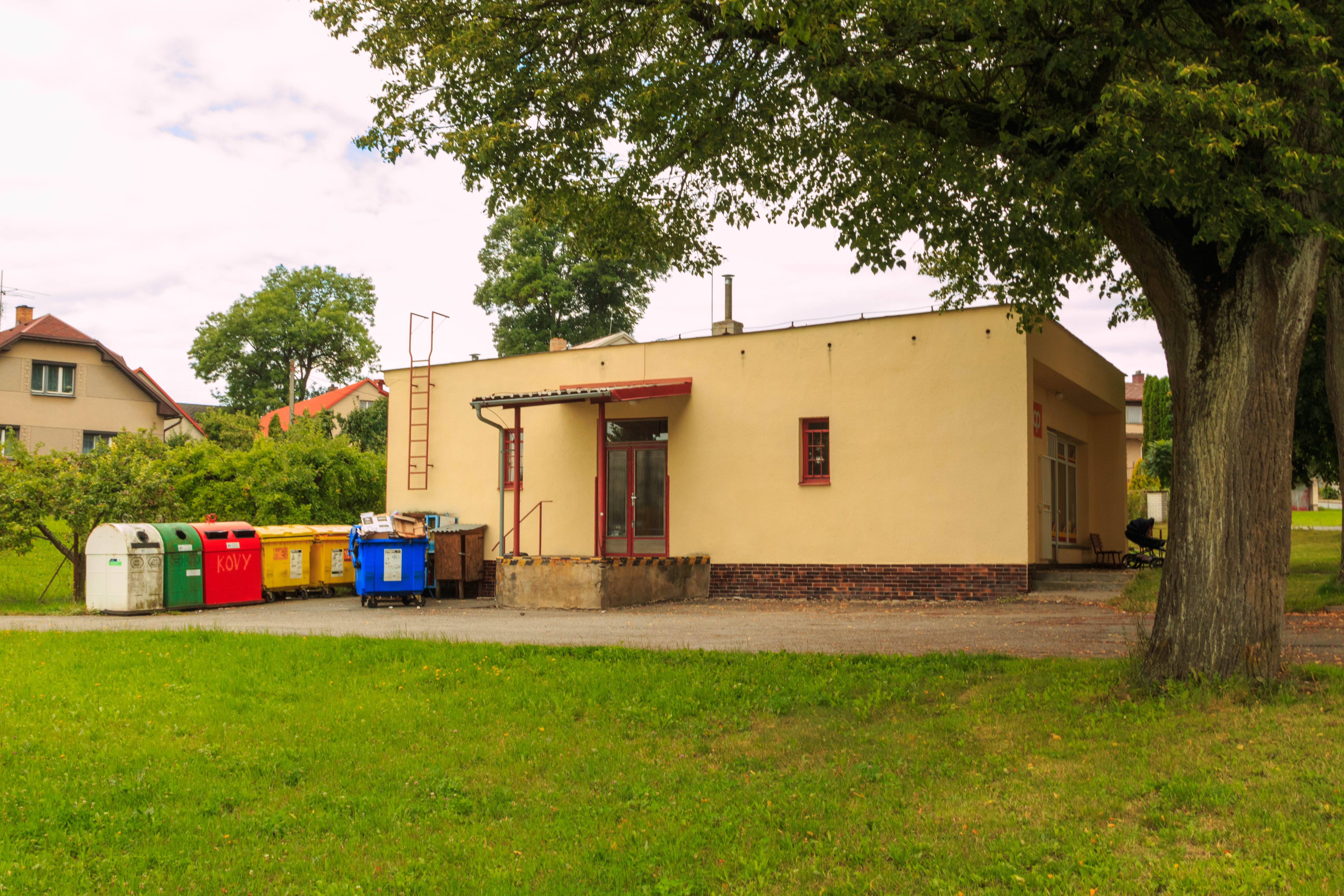
Prodejna
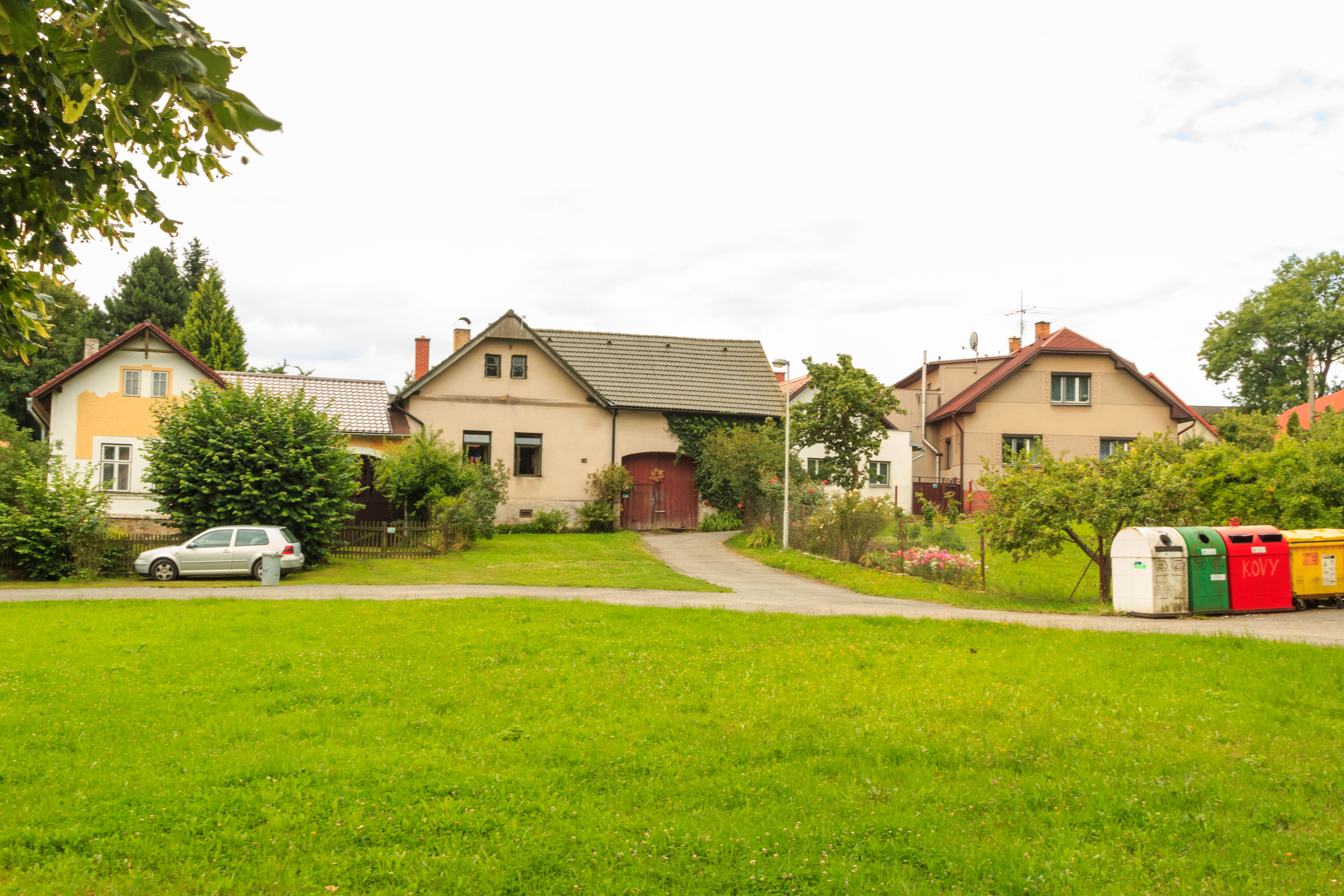
Dům čp. 49
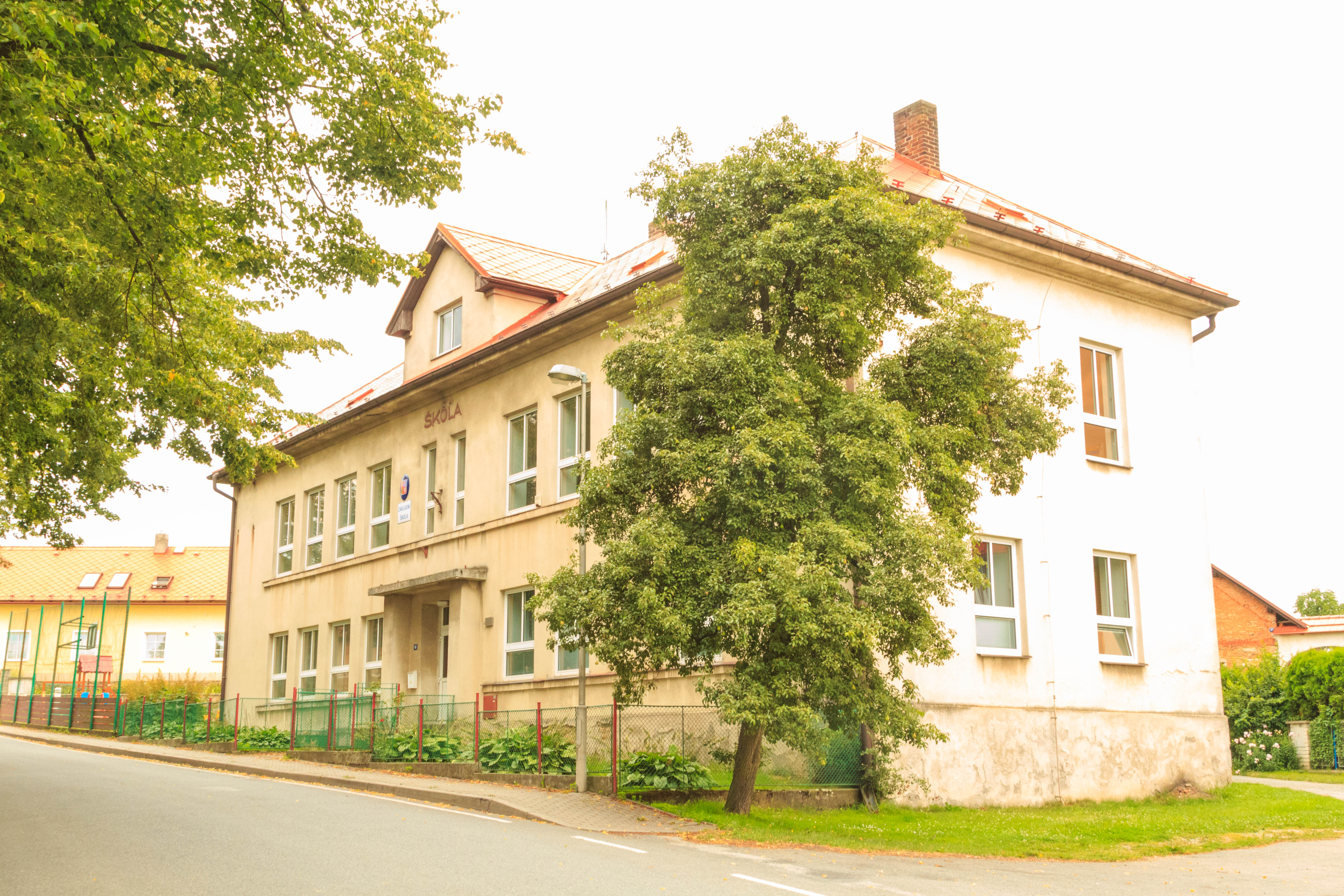
Škola
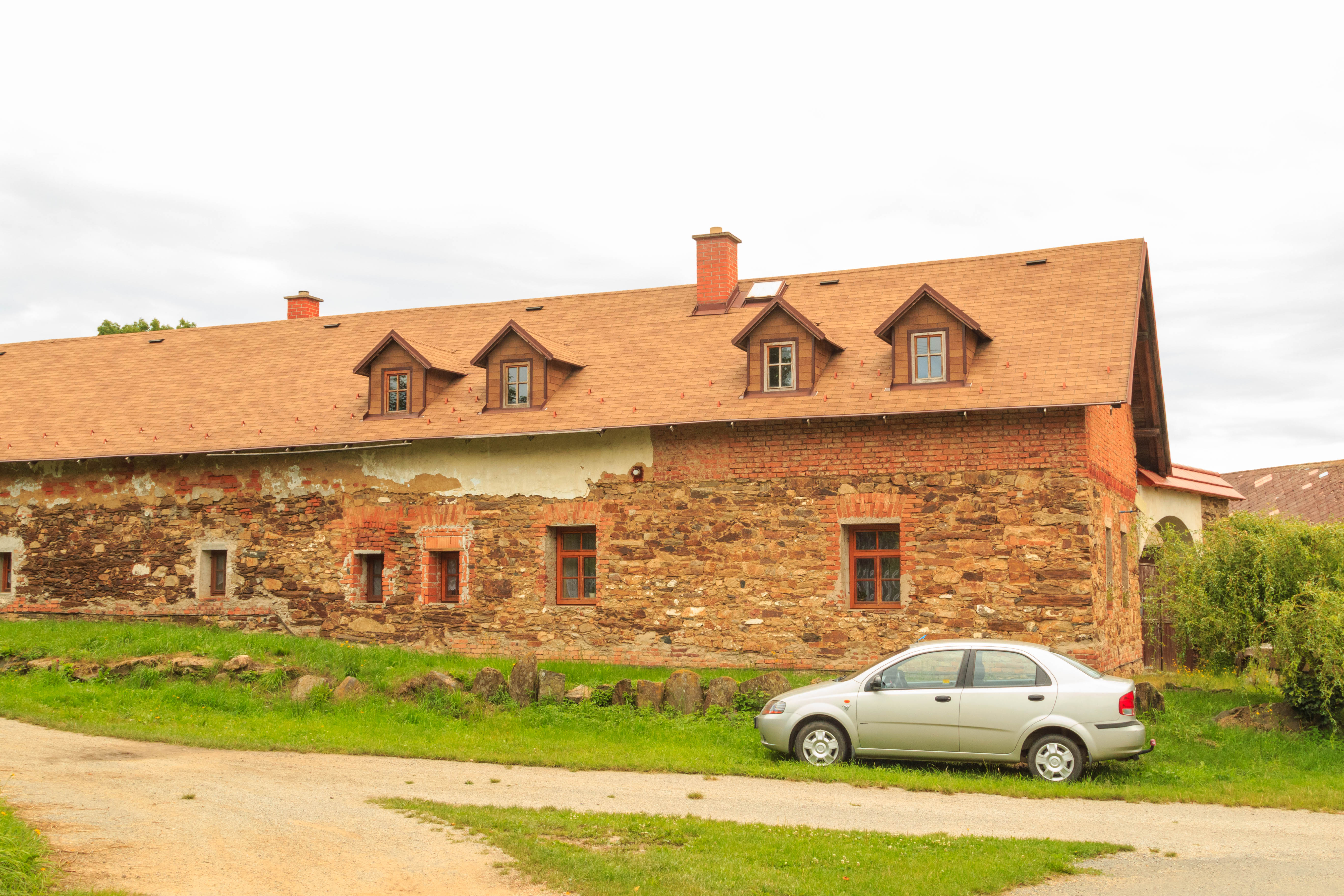
Dům čp. 32